# Goodyera foliosa
Goodyera foliosa är en orkidéart som först beskrevs av John Lindley, och fick sitt nu gällande namn av George Bentham och Charles Baron Clarke. Goodyera foliosa ingår i släktet knärötter, och familjen orkidéer. Inga underarter finns listade i Catalogue of Life.

## Bildgalleri

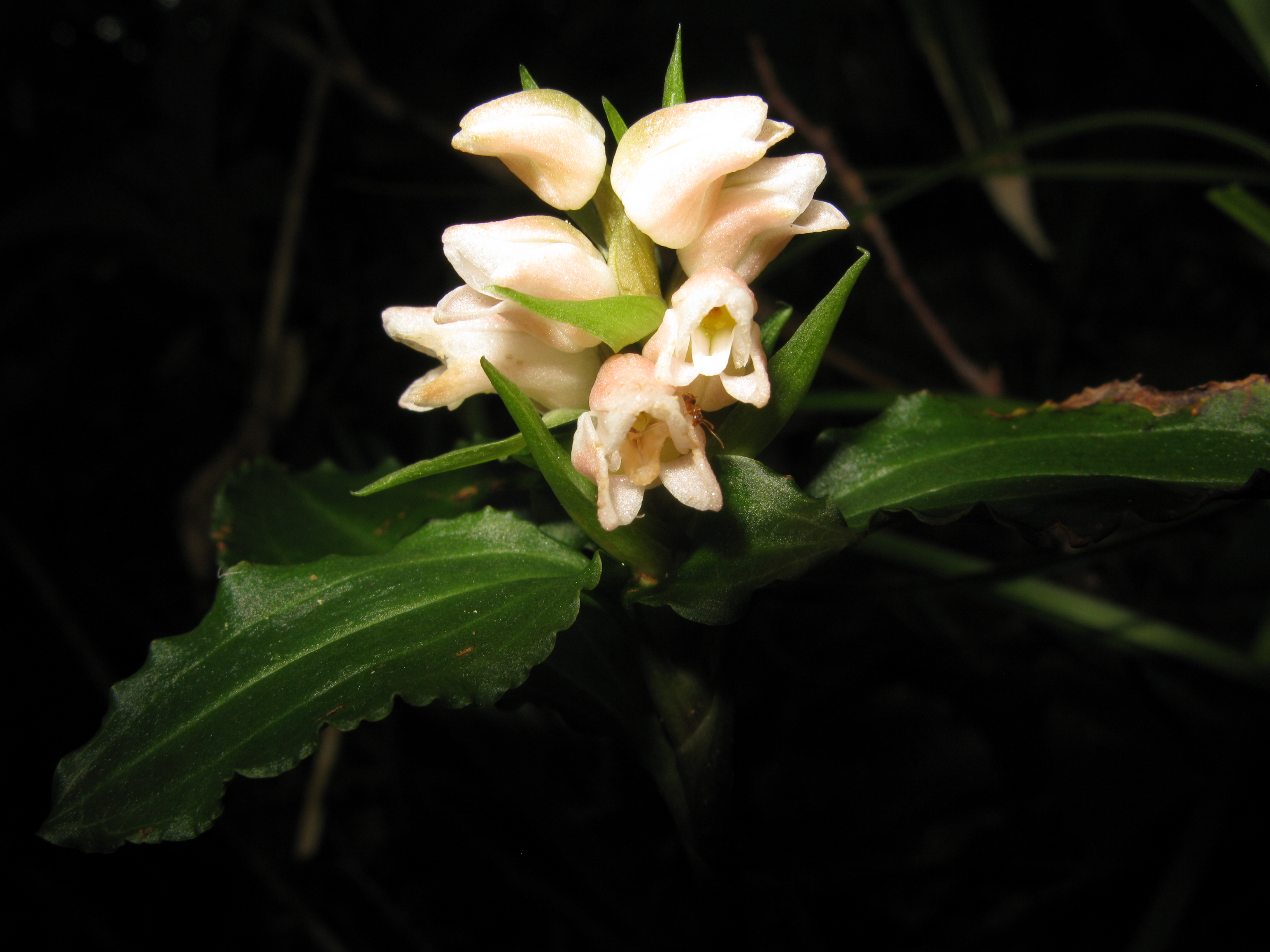
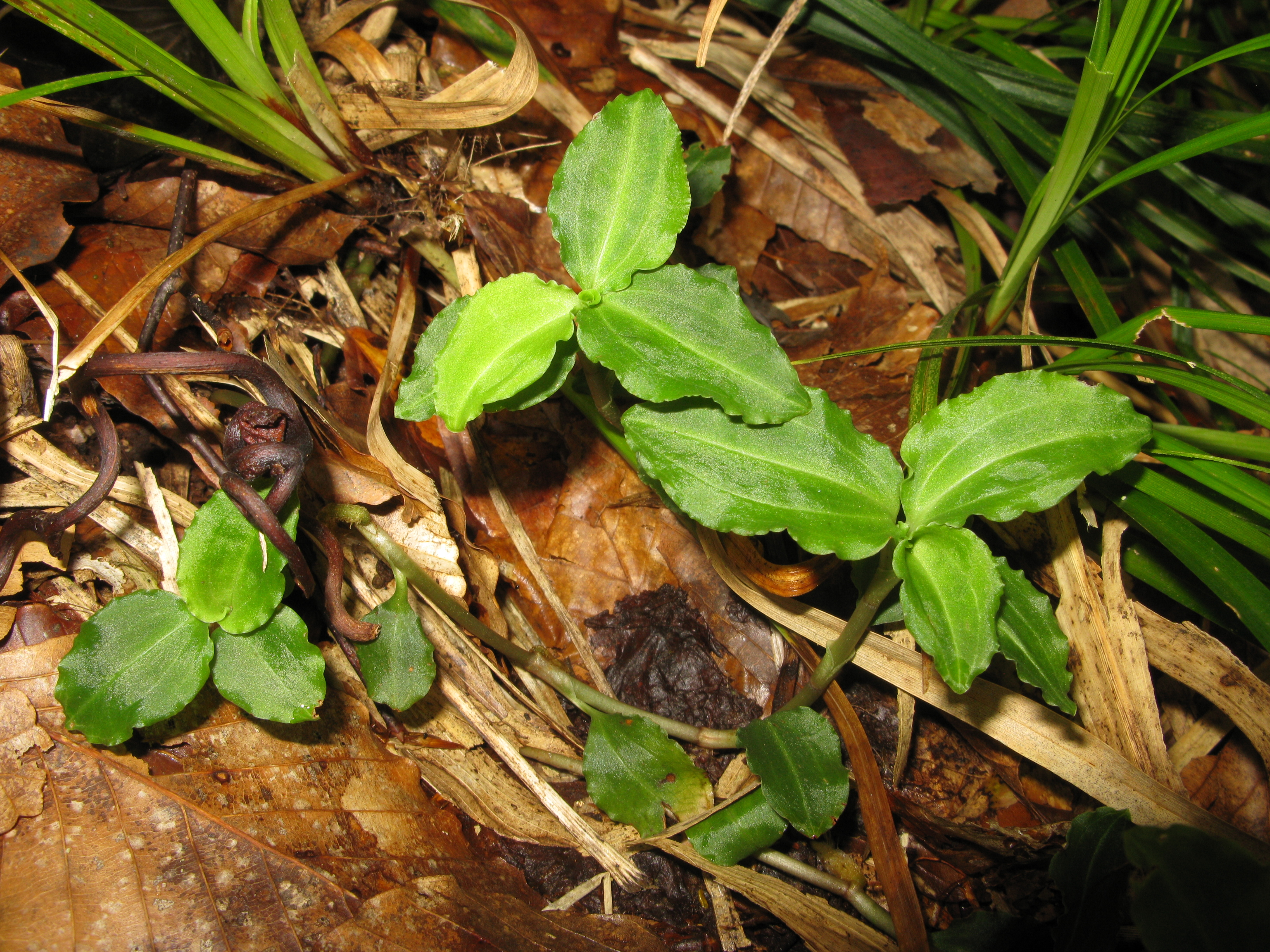
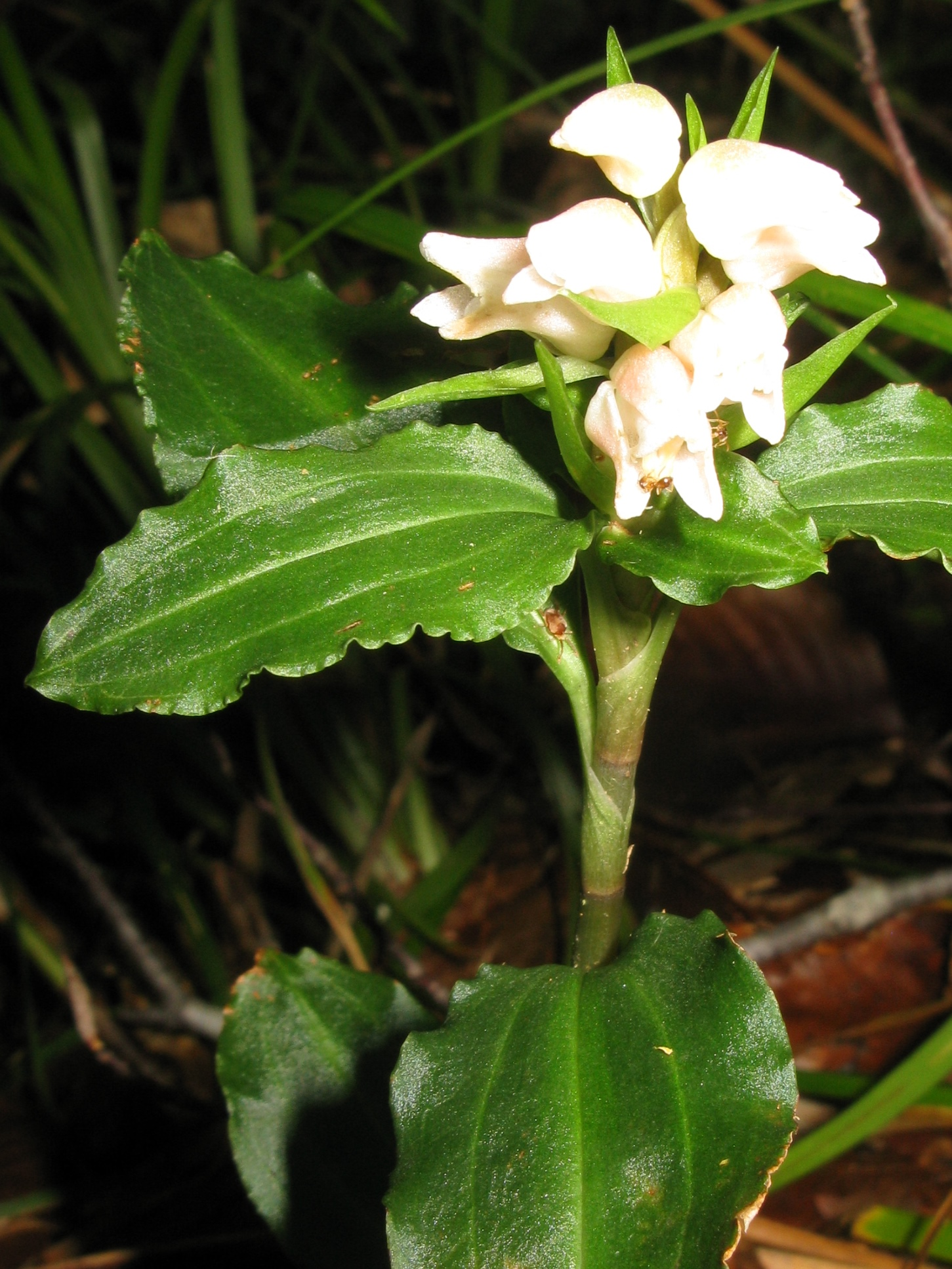